# Beautiful Mind
Beautiful Mind (뷰티풀 마인드?, Byutipul ma-indeuLR) è una serie televisiva sudcoreana trasmessa su KBS2 dal 20 giugno al 2 agosto 2016. Inizialmente prevista per 16 episodi, fu accorciata a 14 per via dei bassi ascolti. Liberamente ispirata al romanzo Frankenstein di Mary Shelley, narra la storia di un antipatico neurochirurgo di fama mondiale che si ritrova coinvolto nelle morti misteriose che avvengono nell'ospedale per cui lavora.

## Personaggi
- Lee Young-oh, interpretato da Jang Hyuk, Baek Seung-hwan (da adolescente) e Park Ha-joon (da bambino)
- Gye Jin-sung, interpretata da Park So-dam
- Hyun Suk-joo, interpretato da Yoon Hyun-min
- Kim Min-jae, interpretata da Park Se-young
- Lee Gun-myung, interpretato da Heo Joon-ho

### Personaggi secondari
- Shin Dong-jae, interpretato da Kim Jong-soo
- Kang Hyun-joon, interpretato da Oh Jung-se
- Kim Myung-soo, interpretato da Ryu Seung-soo
- No Seung-chan, interpretato da Gong Hyung-jin
- So Ji-yong, interpretato da Min Sung-wook
- Chae Soon-ho, interpretato da Lee Jae-ryong
- Jang Moon-Kyung, interpretata da Ha Jae-sook
- Kwon Duk-joong, interpretato da Kim Do-hyun
- Yang Sung-eun, interpretato da Kim Hyung-kyu
- Hong Kyung-soo, interpretato da Jun Sung-woo
- Lee Hye-joo, interpretata da Mori.U
- Hwang Jeong-hwan, interpretato da Jung Moon-sung
- Oh Kyung-jin, interpretato da Jo Jae-wan
- Nam Ho-young, interpretato da Jang Ki-yong
- Yoo Jang-bae, interpretato da Lee Sung-wook
- Park Soo-bum, interpretato da Jung Hee-tae
- Lee Si-hyun, interpretato da Lee Si-won
- Song Ki-ho, interpretato da Yeon Je-wook
- Lee Kwang-bok, interpretato da Woo Jung-gook
- Oh Young-bae, interpretato da Son Jong-hak
- Kim Soo-in, interpretato da Jang Hyuk-jin

## Ascolti
| Episodio | Data di trasmissione | Dati TNMS           | Dati TNMS                  | Dati AGB            | Dati AGB                   |
| Episodio | Data di trasmissione | A livello nazionale | Area metropolitana di Seul | A livello nazionale | Area metropolitana di Seul |
| -------- | -------------------- | ------------------- | -------------------------- | ------------------- | -------------------------- |
| 1        | 20 giugno 2016       | 4,5%                | —                          | 4,1%                | —                          |
| 2        | 21 giugno 2016       | 4,3%                | —                          | 4,5%                | —                          |
| 3        | 27 giugno 2016       | 4,8%                | —                          | 4,7%                | —                          |
| 4        | 28 giugno 2016       | 4,0%                | 4,1%                       | 4,5%                | —                          |
| 5        | 4 luglio 2016        | 4,1%                | 4,3%                       | 3,5%                | —                          |
| 6        | 5 luglio 2016        | 4,0%                | 4,1%                       | 4,0%                | —                          |
| 7        | 11 luglio 2016       | 3,7%                | —                          | 3,5%                | —                          |
| 8        | 12 luglio 2016       | 3,5%                | —                          | 4,3%                | —                          |
| 9        | 18 luglio 2016       | 3,8%                | —                          | 4,4%                | —                          |
| 10       | 19 luglio 2016       | 4,0%                | —                          | 3,9%                | —                          |
| 11       | 25 luglio 2016       | 3,2%                | —                          | 3,4%                | —                          |
| 12       | 26 luglio 2016       | 3,7%                | —                          | 3,9%                | —                          |
| 13       | 1 agosto 2016        | 2,0%                | —                          | 2,8%                | —                          |
| 14       | 2 agosto 2016        | 2,6%                | —                          | 3,2%                | —                          |
| Media    | Media                | 3,73                |                            | 3,91                |                            |

## Colonna sonora
1. Dirt (먼지) – Bernard Park
2. I'll Hold You (안아줄께) –	Nu Ri

## Riconoscimenti
| Anno | Premio             | Categoria                               | Ricevente       | Risultato   |
| ---- | ------------------ | --------------------------------------- | --------------- | ----------- |
| 2016 | Korea Drama Awards | Best Screenplay                         | Kim Tae-hee     | Candidato/a |
| 2016 | KBS Drama Awards   | Excellence Award, Actor in a Miniseries | Jang Hyuk       | Candidato/a |
| 2016 | KBS Drama Awards   | Best New Actress                        | Park So-dam     | Candidato/a |
| 2016 | KBS Drama Awards   | Best Young Actor                        | Baek Seung-hwan | Candidato/a |